# Geoniem
Een geoniem is een woord dat is afgeleid van een geografische naam. 
Het kan zijn dat de afleiding nauwelijks nog herkenbaar is, bijvoorbeeld doordat zij via een omweg in het Nederlands terecht is gekomen, waarbij de woordvorm allengs veranderde: zie het voorbeeld krent.

## Voorbeelden
| Geoniem         | Betekenis                                             | Herkomst                                                                                         |
| --------------- | ----------------------------------------------------- | ------------------------------------------------------------------------------------------------ |
| amsterdammertje | paaltje langs trottoir                                | Amsterdam                                                                                        |
| bikini          | tweedelige zwemkleding                                | Bikini, een atol in de Grote Oceaan                                                              |
| denim           | textielsoort, onder andere voor jeans, zie hieronder  | Nîmes, de Franse stad waar deze stof gemaakt werd                                                |
| frankfurter     | varkensworst in een vel van de dunne darm van schapen | Frankfurt am Main, een stad in Duitsland                                                         |
| hamburger       | broodje met rundvlees                                 | Hamburg, een stad in Duitsland                                                                   |
| jeans           | spijkerbroek vaak gemaakt van denim, zie hierboven    | Genua, een stad in Italië                                                                        |
| krent           | soort vrucht                                          | Korinthe, exportplaats in Griekenland, uit het Frans: raisins de Corinthe (druiven uit Korinthe) |
| limerick        | vijfregelige versvorm                                 | Limerick, plaats in Ierland                                                                      |
| port            | wijnsoort                                             | Porto, plaats in Portugal                                                                        |
| rugby           | tak van sport                                         | Rugby, plaats in Engeland                                                                        |
| sinaasappel     | soort citrusvrucht (Citrus sinensis)                  | verbastering van "China's appel"                                                                 |
| tabasco         | pikante saus                                          | staat in Mexico                                                                                  |

## Internationale parallellie

### Diverse talen
Soms komen dezelfde of verwante geoniemen in verschillende talen voor. Deze parallellie zal wel te verklaren zijn uit het feit dat een betekenis aan een woordvorm (de geografische aanduiding) wordt gehecht. Die betekenis is dan wellicht in verschillende talen doorgedrongen, doordat het begrip min of meer gelijktijdig in verschillende taalgebieden zijn intrede deed. 
Zo is het niet vreemd dat diverse talen een woord als rugby kennen: de sport verbreidde zich internationaal. Dat deed ook de versvorm limerick. En soms kwam een begrip via de ene taal de andere binnen, zoals bij het Franse ...Corinthe, dat in het Engels doordrong als currant, in het Duits met deelbetekenissen als Korinthe, en in het Nederlands als krent.

### Minder of geen parallellie
Die parallellie tussen talen is er niet altijd: in de talen rondom het Nederlandse taalgebied wordt de sinaasappel juist naar zijn oranje kleur genoemd. Ook het Nederlandse woord amsterdammertje (in de zin van "antiparkeerpaaltje") is waarschijnlijk niet in andere talen doorgedrongen. 
Het woord Bordeaux toont een tussengeval: in het Engels komt de aanduiding voor de wijn weliswaar voor (met een hoofdletter), maar gebruikelijker is het equivalent claret, dat uit het Latijn afkomstig is. (Andere talen zijn hier buiten beschouwing gelaten.)

## Met de kalkoen de wereld rond
Een merkwaardig voorbeeld van pluriforme geonymie vinden we bij benamingen voor de kalkoen. In diverse talen wordt dit dier aangeduid met een geoniem; die geoniemen verschillen echter vaak van elkaar (zijn dus pluriform). Maar ze komen soms ook overeen.
- Ons Nederlandse woord kalkoen is afgeleid van "kalekoetse haan/henne": men dacht dat het dier uit de Indiase stad Calcutta afkomstig was.
- In het Frans heet de kalkoen echter dinde, en dit komt van "[coq] d'Inde", letterlijk "[haan] uit Indië". Daarmee werd echter West-Indië bedoeld, en terecht: de kalkoen stamt inderdaad uit Midden-Amerika.
- Weer een ander idee hadden de Engelsen. Zij spreken van turkey, en hoewel dat woord oorspronkelijk niet op de kalkoen duidde maar op een andere vogel, is hier van weer een ander geoniem sprake. De kalkoen, meende men abusievelijk, zou uit Turkije komen.

Daarmee is de bereisdheid van de vogel niet uitgeput. Het blijkt dat in andere talen het Finse equivalent kalkkuna luidt, het Turkse hindi, het Poolse Indykowate en het Portugese peru. Het valt niet moeilijk daarin "Calcutta", tweemaal "Indië" en ten slotte de landnaam "Peru" te herkennen.
(De stad Calcutta heeft nog voor een ander geoniem gezorgd, ditmaal in het Engels. Een bepaalde soort katoen wordt in die taal calico genoemd.)